# Lukmanierpas
De Lukmanierpas (Italiaans: Passo del Lucomagno / Retoromaans: Cuolm Lucmagn) is een 1916 m hoge bergpas, die  het Italiaanstalige Valle di Blenio verbindt met het Duits- en Reto-Romaanstalige Surselva (Vorderrheintal). De naam van de pas is waarschijnlijk afgeleid van het Latijnse lucus magnus (groot bos). De grens tussen de Zwitserse kantons Ticino en Graubünden loopt op de pashoogte. De route werd al door de Romeinen gebruikt en speelde een grote rol tijdens de Grote Volksverhuizing. De huidige weg is aangelegd in 1877.

## Topografie
De Lukmanierpas is een relatief lage pas, die over de hoofdkam van de Alpen heen voert. De Malojapas (1815 m) is wat lager, maar in westelijke richting moet men al tot de Col de l'Échelle gaan nabij Briançon om een pas lager dan 2000 meter te vinden. De pas vormt de waterscheiding tussen het bekken van de Rijn in het noorden en dat van de Ticino in het zuiden. Aldus ligt de pas ook op de Europese waterscheiding tussen de Atlantische Oceaan (Rijn) en de Middellandse Zee (Po via de Ticino).

## Routebeschrijving
De route vanuit het zuiden begint in Biasca waar de Valle di Blenio en de Valle Leventina elkaar ontmoeten. Het begin van het dal van de rivier de Brenno is redelijk dichtbevolkt, de weg door het dal is erg breed en voert snel naar Olivone. Hier buigt de weg, die nog steeds breed is, af naar het westen. Slingerend en matig stijgend wordt de hoogvlakte onder de berg Pizzo dell'Uomo bereikt. De Alpe Pertusio staat vol schitterend grote arven. De vlakte is een belangrijk beginpunt voor bergwandelingen. Enkele kilometers noordelijker ligt de pashoogte van de Lukmanier.
De pashoogte biedt geen overweldigend uitzicht zoals de meeste Zwitserse Alpenpassen. Het panorama beperkt zich tot de omringende bergen. Het stuwmeer Lago di Santa Maria staat meestal halfleeg en elektriciteitsmasten overspannen de gehele vlakte van noord naar zuid. De grote aantrekkingskracht van de pas is het ongekend aantal gemarkeerde wandelingen dat hier in deze zone is uitgezet, vooral in het met meren bezaaide dal Val Piora.
De afdaling naar Disentis gaat door het Val Medel. De eerste kilometers ligt de weg in een lawinegalerij langs het Lago di Santa Maria. De afdaling naar het Vorderrheintal verloopt gemakkelijk. Na het dorp Curaglia wordt de wilde kloof Medelserschlücht of Las Ruinas gepasseerd.

## Foto's

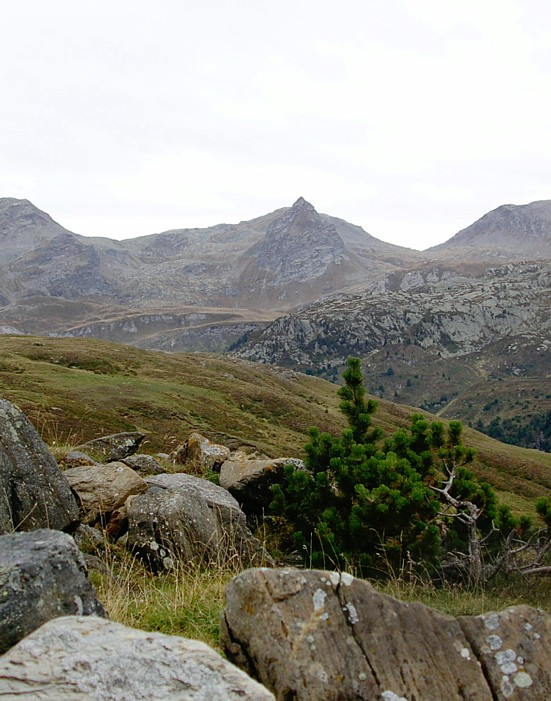
Pizzo dell'Uomo
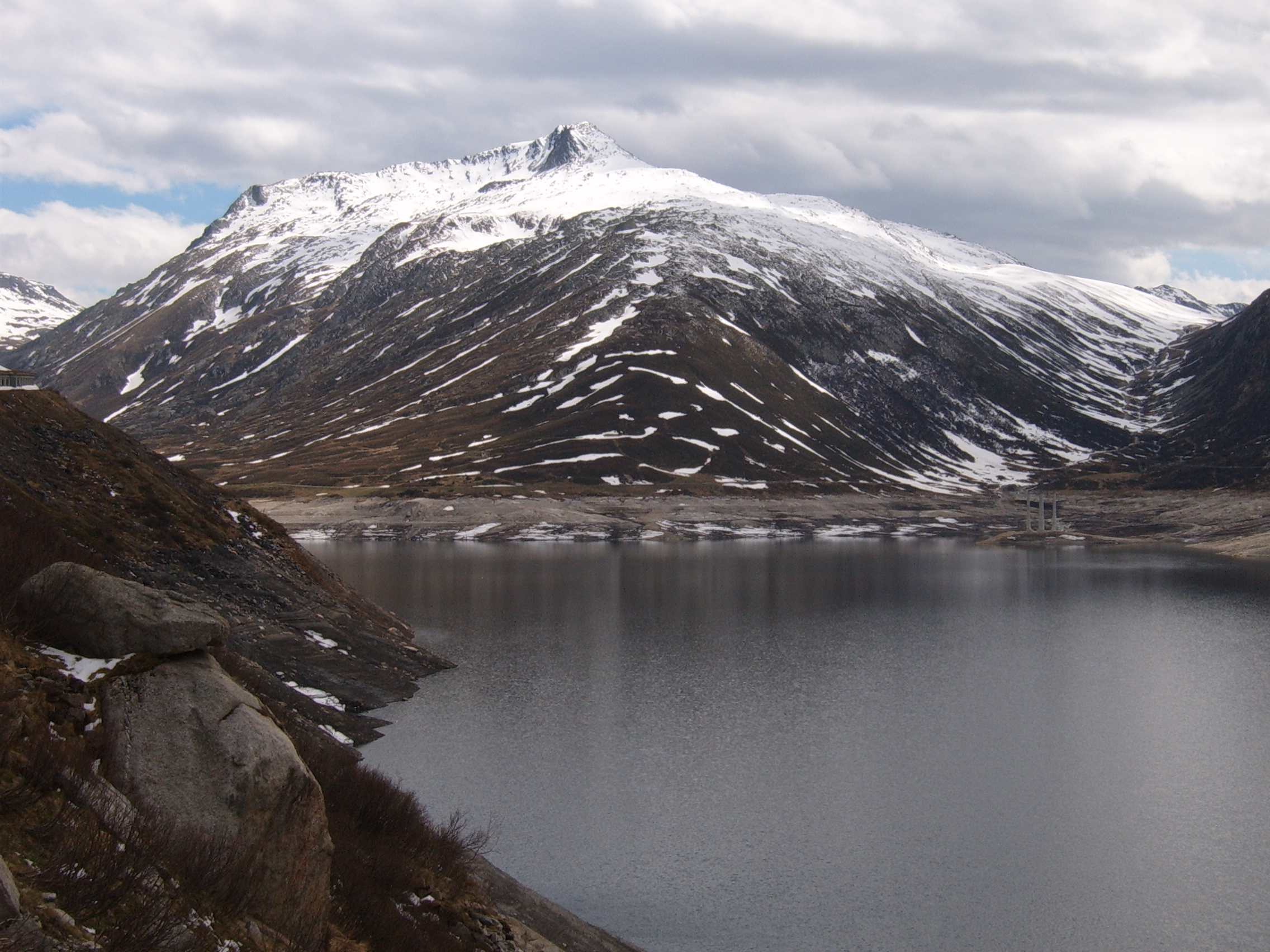
Lago di Santa Maria
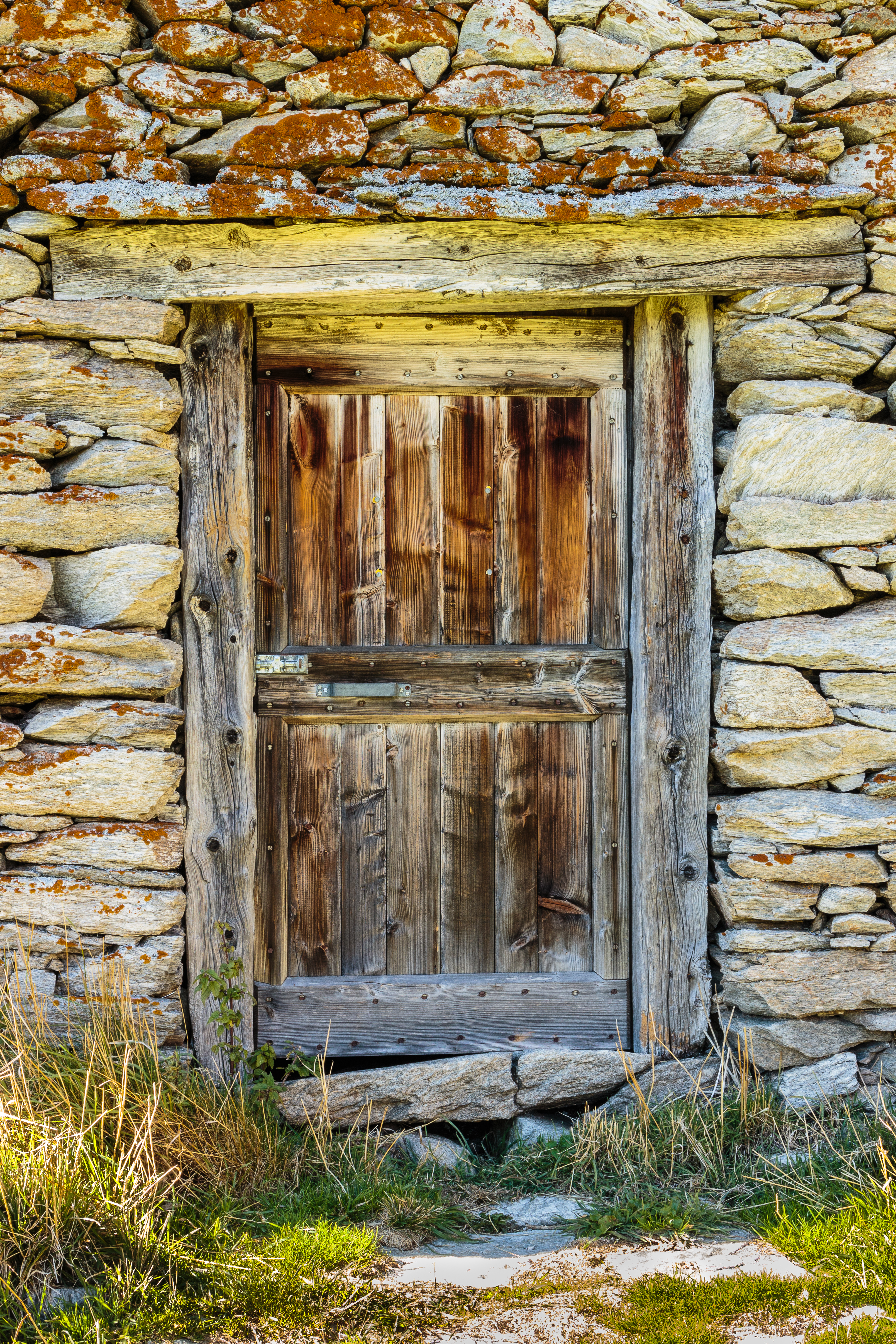
Detail schuilhut nabij de pas